# Dascălu (gmina)
Dascălu – gmina w centralnej części okręgu Ilfov w Rumunii. W skład gminy wchodzą wsie: Creața, Dascălu, Gagu i Runcu. W 2011 roku liczyła 3154 mieszkańców.